# Абан Деси
Абан Деси (фр. Abbans-Dessus) насеље је и општина у источној Француској у региону Франш-Конте, у департману Ду која припада префектури Безансон.
По подацима из 2011. године у општини је живело 303 становника, а густина насељености је износила 68,4 становника/km². Општина се простире на површини од 4,43 km². Налази се на средњој надморској висини од 414 метара (максималној 470 m, а минималној 268 m).

## Демографија
| 1962. | 1968. | 1975. | 1982. | 1990. | 1999. | 2011. |
| ----- | ----- | ----- | ----- | ----- | ----- | ----- |
| 108   | 107   | 138   | 237   | 242   | 274   | 303   |

График промене броја становника у току последњих година